# Voßberge
Die Voßberge sind ein ehemaliges Naturschutzgebiet in der niedersächsischen Gemeinde Sottrum in der Samtgemeinde Sottrum im Landkreis Rotenburg (Wümme).
Das ehemalige Naturschutzgebiet mit dem Kennzeichen NSG LÜ 019 ist 47,8 Hektar groß. Es ist größtenteils Bestandteil des FFH-Gebietes „Wümmeniederung“. Im Südosten grenzt es direkt an das ehemalige Naturschutzgebiet „Fährhof“. Das Gebiet stand seit dem 14. April 1935 unter Naturschutz. Zum 1. August 2020 ging es im neu ausgewiesenen Naturschutzgebiet „Wümmeniederung mit Rodau, Wiedau und Trochelbach“ auf. Zuständige untere Naturschutzbehörde war der Landkreis Rotenburg (Wümme).
Das ehemalige Naturschutzgebiet liegt zwischen Ottersberg und Hellwege in der Wümmeniederung nördlich der Wümme. Es handelt sich um ein ehemaliges Wanderdünengebiet, dessen sehr feine Sande nur noch leicht in Bewegung sind. Um die Bewegung der Sande zu verringern, wurden früher in einigen Bereichen Kiefern und Strandhafer gepflanzt. Nach Aufgabe der traditionellen Schafsbeweidung nach dem Zweiten Weltkrieg wurde das Dünengebiet von Bäumen besiedelt, so dass heute nur noch wenig offene Dünenflächen vorhanden sind. Durch forst- und landwirtschaftliche Eingriffe ist der Dünenzug zweigeteilt, dazwischen befindet sich Weideland und Wald.